# حوزه انتخابیه هفتم مریلند
حوزه انتخابیه هفتم مریلند یک حوزه انتخابیه مجلس نمایندگان آمریکا است که در ایالت مریلند قرار دارد.